# En Sølvbryllupsdag
En Sølvbryllupsdag er en stumfilm fra 1920 instrueret af Lau Lauritzen Sr. efter manuskript af Aage Brodersen.